# Move or Die
Move or Die es un videojuego multijugador de acción y puzle, desarrollado por el estudio independiente romano Those Awesome Guys. El lanzamiento de Move or Die se produjo el 21 de enero de 2016, para Microsoft Windows, Mac OS y GNU/Linux. El 10 de marzo de 2022 se lanzó para la videoconsola Nintendo Switch.

## Jugabilidad
Move or Die es un videojuego competitivo para cuatro jugadores en el que cada jugador controla un jugador cuya vida se reduce rápidamente, si el jugador deja de moverse por un momento se regenera si reanuda el movimiento. Se agregan diferentes reglas o modificadores en cada ronda, cada ronda varía entre los modos. El desafío surge cuando los jugadores siguen moviéndose para ganar, mientras evitan peligros como picos o bloques que caen. Los jugadores también pueden empujarse entre sí.

## Crítica
En el sitio web de reseñas Metacritic, el videojuego recibió 81 de 100, de metascore. En Hardcore Gamer lo calificaron de 4.5 de 5, alavando su simplicidad y su modo multijugador, y diciendo: «posiblemente uno de los mejores videojuegos para jugar con amigos en Steam».